# Iglesia Protestante Cristiana Batak

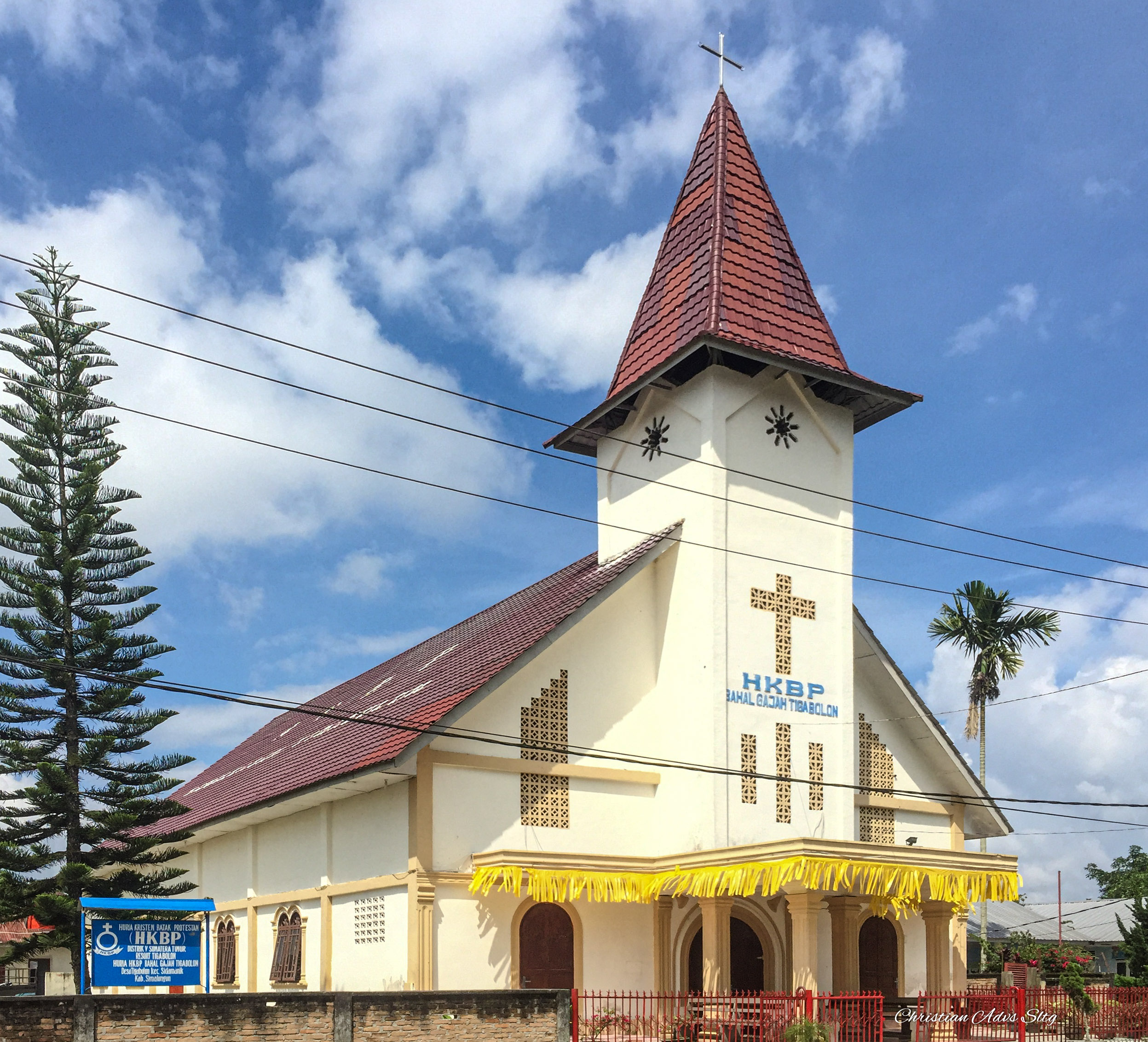
HKBP Bahal Gajah Tiga Bolon, Res. Iglesia Tiga Bolon en Tigabolon, Sidamanik, Simalungun

La Huria Kristen Batak Protestan ( HKBP, o Iglesia Cristiana Protestante Batak en inglés) es una iglesia evangélica luterana entre el pueblo Batak, generalmente los Toba Batak en Indonesia . Esta iglesia utiliza un estilo de adoración ecuménico influenciado por la Iglesia Reformada Holandesa debido a la influencia del colonialismo holandés en Indonesia, así como el legado obtenido de la Sociedad Misionera Renana cuando se fundó la iglesia. Con una membresía de 4.133.000, es una de las iglesias protestantes más grandes de Indonesia y el sudeste asiático. Su líder actual es Ephorus (obispo) Robinson Butarbutar.